# LIGHT WING
『LIGHT WING』（ライトウイング）は、神海英雄による日本の漫画作品。

## 概要
神海の初連載となる作品で、サッカーを題材とした漫画である。『週刊少年ジャンプ』（集英社）にて2010年42号から2011年12号まで連載された。単位話数は「第○閃（-せん）」。高円宮杯が今年で終わるという発言があるので、主人公の天谷吏人が高校入学した2010年4月上旬から高円宮杯決勝が行われた同年10月11日（体育の日）までが本作の舞台となっている。単行本は全3巻が発売された。
話数から見ても分かるように短期で打ち切られた作品であり、特にクライマックスにおいては非常に駆け足となっている。単行本のおまけページにはキャラクターのプロフィールや4コマ漫画などが描かれている。2巻と3巻には神海の読切作品も収録されている。
本作の連載終了後、神海は新作が上手くいかない時期が続き、2012年の『SOUL CATCHER(S)』読切版まで2年間作品が掲載されない時期を通ることになる。

## あらすじ
サッカー部入部（1-2閃）
サッカーで日本一を目指す少年・天谷吏人は強豪校、私立帝条高校に入学するつもりが間違えて弱小校市立帝条高校に入学してしまう。そこで同じ新入生の及川累次と出会い、共にサッカー部に入部する。しかし部の先輩たちは、度重なる試合での連敗ゆえやる気を失っており、及川のサッカーへの思いをバカにする。それに激高した吏人は先輩たちにサッカーで勝負を挑み圧勝する。その後、吏人の影響でやる気を取り戻したキャプテンの佐治雪哉は、吏人にキャプテンの座を譲り、吏人は市立帝条を「今年」日本一にするために激しい練習メニューを組む。その結果、厳しい練習に耐えかねた部員たちは辞めていく。
東京ヴェリタスユースとの練習試合（3-6閃）
帝条サッカー部は、強豪東京ヴェリタスユースとの練習試合を行う。帝条は吏人を除いて全く歯が立たず、ヴェリタスユースが勝利するが両チームとも真剣勝負を繰り広げた。試合後は高円宮杯での再選を誓い合う。
環商業高校サッカー部との公式戦（9-12閃）
蘭原柚絵をマネージャーに迎えた帝条サッカー部は、高円宮杯出場のために全国高等学校総合体育大会サッカー競技大会（インターハイ）東京地区予選に出場する。初戦に西東京4強の一角、環商業高校サッカー部と対戦する。帝条は環商の圧倒的な守備の硬さに苦戦するが、覚醒した及川の活躍で勝利を収める。同部にとって公式戦初勝利となった。
シアン登場（13-16閃）
環商戦直後、吏人の元チームメイト、ヴェリタスユースの焛童心亜が現れる。彼はかつて吏人が所属した戸畑少年サッカー団を崩壊に追い込み、吏人の師戸畑勇志の心を折っていた。今度は帝条サッカー部員たちの心を折ろうとするが、彼らは折れることがなかったため、壊し甲斐があるとしてその場を去って行く。
私立帝条高校部との試合（17-20閃）
市立帝条サッカー部は、多くの部員たちの覚醒によって大躍進を遂げ、インターハイの東京都予選まで勝ち進む。そこで部活サッカー最強校とされる私立帝条と対戦する。当初、市立帝条は苦戦するが、佐治の覚醒によって逆転を果たし、東京都予選で優勝を果たす。その後、インターハイ優勝、高円宮杯決勝進出を果たした市立帝条は、ついにヴェリタスユースとの高円宮杯決勝戦に挑む。
東京ヴェリタスユースとの高円宮杯決勝戦（20-21閃）
ヴェリタスユースとの高円宮杯決勝戦において、当初は帝条が圧倒するものの、シアンの一手によって吏人の心が折られてしまう。絶望し立ち崩れた吏人に、数年ぶりに再会した戸畑勇志が観客席から激励し、吏人を覚醒させる。覚醒した吏人はシアンさえも圧倒し、日本一になること、シアンを倒して最強を証明することを宣言する。

## 登場人物

### 高校サッカー部

#### 市立帝条高校
天谷吏人（あまがい りひと）
本編の主人公。サッカー部キャプテン（2閃-）。1年生のフォワード。異名は閃光（ライトニング“LIGHTNING″）→“LIGHT WING"リヒト。社来中学校出身。
非常に強気でかなりの自信家。しばしば激高することもあるが、すぐに冷静になるなどあっさりとした性格。サッカーで日本一になり、かつての師・戸畑勇志の考えが正しかったことを証明するのが目標。私立帝条と市立帝条を間違えて入学するなど、抜けた部分もある。「2秒で〜する」と言うのが口癖。
サッカーの実力はかなりのもので、サッカー部員約40名含む約100人相手にたった一人でサッカーで勝利している。東京ヴェリタスJr.ユースの元スターターで、右ウイングを担当していた。共にプレーする者を自然にそのゲームへ引き込む特別な才能も持つ。、
小学校5年生の頃、戸畑少年サッカー団に加入してサッカーを始めた。監督である戸畑勇志を尊敬しており、心亜によるチーム支配に反発した唯一の選手だった。東京ヴェリタスの昇格試験に落選した為、高校入学を選ぶ。
及川累次（おいかわ るいじ）
1年生のディフェンダー。異名は沈まぬ太陽（アンブロークン）（12閃-）。後橋中学校出身。
臆病な性格だが、サッカーに対するやる気は本物。中学では3年間ずっとベンチだったが、幼い頃からプロサッカーの試合の様子をメモに書き取るなど、努力家である。
毎朝、偵察として他校の練習風景を見て回るため、40km走ってから登校している。おかげで持久力は吏人をも上回るほど高く、環商業戦ではこの長所を活かした戦い方で得点する。
佐治雪哉（さじ ゆきや）
サッカー部キャプテン（-2閃）。3年生のフォワード。 異名はイヴァン雷帝（エゴイスティックエンペラー）（19閃-）。
周りへの気遣いが良くできる反面、自分に自信がない性格。しかしその性格ゆえに仲間たちからは絶大な信頼誇る。
学時代は注目株だったらしく、高校進学の際にサッカーの名門・私立帝条から勧誘を受けたが、私立は学費が高いのと私立帝条ではレギュラーになれそうにないと断っていた。入部当初は全国制覇を夢見たが、やる気のない先輩たちに自分の努力を馬鹿にされた為、夢を諦め先輩たちと同じく怠惰にサッカーを続けていた。吏人に触発され、再び夢に向かって走っていくようになる。
蘭原柚絵（らんばら ゆえ）
本作のヒロイン。2年生の女子マネージャー。スタイル抜群の美少女。
吏人の100人抜きを見て以来、吏人に惚れている。整体師の父親と看護士の母親を持ち、幼い頃から両親の仕事を見ているうちに、相手の体の不調を目視だけで判断できる能力を身につけた。知らぬ間に及川が名前をチェックしていた。
サッカー部のマネージャーになることを希望し、1度は吏人に断られるも、説得の末マネージャーに就任する。
倉橋陣（くらはし じん）
3年生のディフェンダー。異名は偉大なる夢（アイ・アム・ア・ドリーマー）（17閃-）。ピンチをチャンスに変える能力らしい。
自身のサッカーを見つけられず苦悩する佐治が答えを見つけ出すきっかけを作る。
猪狩大太（いかり だいた）
2年生のミッドフィルダー。異名は岩窟王（モンテ・クリスト）（17閃-）。強靭なフィジカルが特徴。
月村直朋（つきむら なお）
3年生のミッドフィルダー。異名は影の地帯（ハイド＆シーク）（17閃-）。気付かれずに突然現れ相手の不意を突いたプレーが得意。
森川進次郎（もりかわ しんじろう）
3年生。異名は機械仕掛けの神（デウス・エクス・マキナ）（17閃-）。正確なパスが特徴。
パソコンで情報収集や戦力分析をするのが得意。
新里豊（しんざと ゆたか）
ゴールキーパー。異名は決闘（チェンジ・ザ・ワールド）（17閃-）。1対1を誘うのが得意。

#### 環商業高校
万玖波海（まくば かい）
サッカー部キャプテン。3年生のミッドフィールダー。「冒険」が口癖で、自称「冒険野郎」。
かつて横浜・F・マリンコニアJr.ユースに所属していたが、その環境に甘んじて弱くなってゆく自分に気づき、あえて高校サッカー部に転身した。相手の表情や動作から、次に取る行動を予測できる。高校卒業後はマリンコニアに内定が決まる。
平田真（ひらた まこと）
1年生のディフェンダー。通称「真っちゃん」。
中学生の頃、東京ヴェリタスJr.ユースとの試合に15対0で大敗し、その時に吏人が仲間に吐いた「こんな試合2秒で忘れろ」という言葉を侮辱と受け止め、吏人を憎んでいた。
万玖波からの信頼は厚く、自身も万玖波を尊敬している。
曽我（そが）
環商業サッカー部男子部員。ポジションはセンターフォワード。通称「曽我っちゃん」。

#### 私立帝条高校
藤原鳴路（ふじわら なりみち）
1年生。異名は注文の多い料理店（メイジ＠キッチン）。大宮京介にメイジと言われるたびに訂正する。
練習見学を許可した市立帝条に対し、正座して三つ指突いて礼をするほど丁寧な性格。全国から強者・曲者が集まる私立帝条メンバーそれぞれのサッカーをまとめ、同校のサッカーを完成させた。また、一見しただけで特性・長所・短所を見抜けるため、全員を最大限に活かすタイミングを知っているらしい。
大宮京介（おおみや きょうすけ）
2年生。
藤原と美織と一緒に市立帝条の見学に来る。来て早々に蘭原を口説くなど、藤原とは反対で軽い性格。ドリブルのリズムが独特らしい。
水居美織（みずい みおり）
私立帝条の監督。20代の女性。
藤原と大宮と共に市立帝条の練習見学に来て、吏人を巡り蘭原と張り合う。過去に当時中学生だった佐治を私立帝条に誘っているが、断られている。

### ユースチーム

#### 東京ヴェリタスユース
焛童心亜（りんどう しあん）
高校サッカー界最強と称される少年。2年生でAチーム所属。
名前の由来は両親が好きな色「シアン」だが、猛毒であるシアン化合物が由来と自称する。圧倒的な身体能力、マインドコントロールさながらの人心掌握術、相手に一切の容赦をしない冷酷さ、周到なまでの計画性などから、彼を知る者たちからは非常に恐れられており、本名ではなく「あの人」と呼ばれる。
サッカー自体には全く興味がなく、多くのプレイヤーたちの心を折るために競技人口が多いサッカーをやっている。「どちらかが必ず負ける（死ぬ）から」という理由で、喪服を着て他試合を観戦したり、負けた相手を不謹慎な言葉で罵倒したりと悪辣な性格の持ち主。語尾に“Death”をつける。ただし、その独特の性格から、彼を中心にチームを最強にするなどと、本人の知らぬ所で信頼を得ている。
この性格はサッカーを始めた小学校6年生の頃から変わっていない。かつて戸畑少年サッカー団に所属しており、抜き出た才能ですぐに信頼を集めたが、同時に信頼を武器にして裏でチームを乗っ取り更には解散に追い込んだ。この出来事が、現在まで続く吏人との確執に繋がっている。中学時代はあらゆる部活で部員たちの心を折っていた。
市立帝条の面々を見て、自身のサッカーを「あゝ無情（レ・ミゼラブル）」と称する。
今泉健太（いまいずみ けんた）
1年生のディフェンダー。Aチーム所属。Jr.ユース時代の吏人のチームメイトかつ親友。
冷静かつ真面目な性格。吏人の実力を認めている。フィールドに立つだけであらゆる者を圧倒する威圧感を放ち、吏人と互角の勝負を繰り広げるテクニックを持つ。
来栖（くるす）
1年生の男子メンバー。Bチームキャプテン→Aチームスターター。
プライドが高く、負けず嫌いな性格。
監督
本名不詳。吏人のJr.ユースからの昇格を認めなかった人物。
1度も登場しないが、度々言及される。吏人によると老年男性らしい。シアン中心のサッカーチームを構成するも、シアンの思い通りには動いていない。

### その他
戸畑勇志（とばた ゆうし）
元Jリーグ選手の男性。サッカー日本代表経験者。
勝敗よりサッカーを楽しむことを重んじ、意見対立から日本代表を落とされたのを機に選手を辞め、サッカー未経験の少年を集めて「戸畑少年サッカー団」を発足した。口癖は「2秒で〜する」などで、彼の精神と共に吏人へ受け継がれる。
同チームでは厚い指導で選手の信頼を集める存在だったが、加入した心亜の謀略により徐々に信頼を崩され、最後は吏人以外の選手全員に反抗されたことで心を折られ、チームを解散した。
チーム解散後の動向は謎だったが、市立帝条と東京ヴェリタスユースの高円宮杯決勝の客席に現れ、吏人と再会をする。そして戸畑サッカー少年団を再始動したことを告げ、心亜に勝てず諦めかけてた吏人を鼓舞し、覚醒のきっかけを作る。
3巻の書下ろしによると、水居とは旧知の仲のようである。
ヒカル（ひかる）
再始動した戸畑サッカー少年団のメンバー。
勇志と一緒に高円宮杯決勝を見に来て、自分も吏人のようになりたいと語る。

## 用語

### 地名
帝条市
東京都西部にある市。本作の主な舞台。サッカー強豪校がひしめく。

### 高校サッカー部
市立帝条高校（いちりつていじょうこうこう）
吏人たちが通う高校。私立帝条高校と読みが同じなため、よく間違える人がいるらしい。サッカー部はあるが、弱小である。
西東京四強
東京都西部の主要なサッカー強豪4高校。私立帝条高校・環商業高校・東東高校・高野学院高校の四校。いずれも帝条市かその近辺に偏在する。
私立帝条高校（しりつていじょうこうこう）
サッカー強豪校。高校選手権やインターハイの常連で、プロ選手も多く輩出しており、三冠に最も近いと言われる高校。
都大会決勝での市立帝条の対戦相手で、市立帝条と同じトランセンドサッカーをやる。試合描写はないがこの他に高校総体全国大会、高円宮杯準決勝と合計3回市立帝条と対戦し、全敗している。
環商業高校（たまきしょうぎょうこうこう）
市立帝条高校の近隣にある高校。「西東京4強」と称されるうちの一つで、守備が堅く、その守りはダムに例えられる。
都大会1回戦で市立帝条の相手となる高校。試合描写はないが高円宮杯準々決勝で再戦していて、どちらも敗戦している。

### ユースチーム
東京ヴェリタスユース
プロサッカー選手養成のために作られたクラブチーム。高校生年代の日本最強チームとして知られ、高円宮杯やJユース選手権で全国制覇経験もある。ただし、クラブチームなだけにプライドが高く、高慢な態度の選手も多い。
AチームとBチーム（補欠）の2つに分かれている。中学生のみで構成されるJr.ユースチームも存在する。今泉曰く、今年のAチームは怪物らしい。
市立帝条とBチーム＋今泉で練習試合をして勝利する。その後、高円宮杯決勝で今度はAチームが市立帝条と対戦する。
横浜・F・マリンコニアユース
万玖波がかつて所属していたクラブチーム。東京ヴェリタス同様にJr.ユースチームも存在する。

### その他
戸畑少年サッカー団
戸畑勇志により発足した少年サッカーチーム。彼の精神に基づき、楽しみながら成長することが方針。
しかし、心亜によって選手たちが相手の心を折ることで勝つように洗脳されていく。最終的にチームは全国優勝を遂げるが、吏人以外の選手がサッカーに飽きてしまい脱退を表明、戸畑も心亜に心を折られチームは解散した。
トランセンドサッカー
市立帝条サッカー部が目指すサッカーの形態。一つのプレーにとらわれず、観客やシステムを超越した超攻撃型のサッカー。
私立帝条サッカー部も同様のサッカーを行うが、トランセンドサッカーの名称は用いていない。
社来中学校
吏人の通っていた東京都にある中学校。『Q部!!』には同じく東京都に所在する社来高校が、『Dodge The Ball 』には社来小学校が登場する。
総木中学校（うさきちゅうがっこう）
及川の通っていた東京都にある中学校。『Dodge The Ball 』には総木小学校が登場する。

## 関連作品
『LIGHT WING』単行本に収録された神海英雄による読切漫画作品。

### Q部!!
Q部!!（きゅーぶ）は、神海英雄による日本の読切漫画作品。『週刊少年ジャンプ』2008年13号掲載。『LIGHT WING』2巻収録。

#### あらすじ
サッカー少年だった後橋高校の生徒新瀬範行は、事故によってサッカーなどの激しい運動ができなくなってしまう。気を取り直して、熱い部活を求め様々な部を見学している途中、文化部ながら熱い勝負を繰り広げていた部活を見かける。それは、部員が菱岡涼介と大谷里香の2人だけしかいないクイズ研究会だった。新瀬は菱岡から潜在力を見出され、一緒にクイズ大会「高校生クイズ」に出場する。

#### 登場人物
新瀬範行（しんせ のりゆき）
本作の主人公。非常にあっさりした性格。サッカー以外の知識は非常に乏しいが、サッカーで培われた洞察力と反応速度によってクイズ大会に貢献していく。
菱岡涼介（ひしおか りょうすけ）
クイズ研究会男子部員（部長）。後橋高校3年生。「クイズ王子」の異名を持つ。
大谷里香（おおたに りか）
クイズ研究会女子部員。後橋高校2年生。眼鏡をかけている。
堂鳥哲也（どうどり てつや）
社来高校3年生。高圧的な性格。「読ませ押し」の達人とされ、クイズ勝負において圧倒的な強さを誇っている。

#### 用語
後橋高校（うしろはしこうこう）
東京都にある学校。新瀬達が通う。
クイズ研究会
「高校生クイズ」出場を目指す熱い文化部。しかし、以前堂鳥によってかつての上級生たちは戦意喪失させられていた。部員は新瀬・菱岡・大谷。その他に顧問らしき小柄で老年の男性がいる。
社来高校（やしろきこうこう）
東京都にある学校。高校生クイズの強豪である。
高校生クイズ
都道府県別に予選が行われ、その後に全国大会に出場するクイズ大会。「全国高等学校クイズ選手権」との関連は不明。

### Dodge The Ball
Dodge The Ball（ドッヂ ザ ボール）は、神海英雄による日本の読切漫画作品。『週刊少年ジャンプ』2007年9号掲載。『LIGHT WING』3巻収録。

#### あらすじ
ドッジボールチーム・ゲンキスターズの仲間とともに日本一を目指す小学生・日向葵は、持ち前の「強い球」で連戦連勝を重ねていた。そんな彼のもとに、1度もアウトになったことがないという佐脇朱音が練習試合を申し込む。初めは舐めてかかっていた日向だったが、佐脇の圧倒的な力の差でねじ伏せられ、1度心が折られてしまう。しかし、日向は仲間たちの励ましを受け、佐脇を倒すために立ち上がる。

#### 登場人物
日向葵（ひゅうが あおい）
本作の主人公。社来小学校男子生徒。通称「ヒューガ」
誰も取れない「強い球」を投げることができる。また、「ゲンキスターズ」のリーダー格で、仲間の特徴を生かしたチーム編成を組んでいる。
野元（のもと）
社来小学校男子生徒。通称「ノッポさん」。背が高く、高い球をとるのが得意。かつてはドッジボールが苦手だったが、日向に才能を見出された過去がある。佐脇を女の子と勘違いして、初恋をする。
門田（かどた）
社来小学校男子生徒。通称「もんちゃん」。太っているが、動きがすばやい。
夏目留美（なつめ るみ）
社来小学校女子生徒。通称「メルメル」。外野で日向にパスを渡すのが得意。
コーチ
本名不詳。社来小学校男性教師。日向のよき理解者。
佐脇朱音（さわき あかね）
総木小学校男子生徒。女の子のような容姿。
ドッジボールで一度もアウトになったことがない。チームを完全に支配し、自分のチームメイトに敗北者と言うレッテルを与えている。

#### 用語
社来小学校（やしろきしょうがっこう）
日向達の通う小学校。
ゲンキスターズ
社来小学校にあるドッジボールチーム。日向を中心に、それぞれの持ち味を生かしたドッジボールを得意とする。
総木小学校（うさきしょうがっこう）
佐脇達の通う小学校。
エボリューション
総木小学校にあるドッジボールチーム。圧倒的な強さを誇る佐脇の個人プレーが中心。

## 単行本
- 神海英雄 『LIGHT WING』 集英社〈ジャンプ・コミックス〉、全3巻
  1. RIGHT WING リヒト 2010年12月29日発売[集 1] ISBN 978-4-08-870169-1
  2. お久しぶりDeath 2011年3月4日発売[集 2] ISBN 978-4-08-870197-4 ※併録 Q部!
  3. "LIGHT WING" リヒト 2011年5月2日発売[集 3] ISBN 978-4-08-870227-8 ※併録 Dodge The Ball